# Phil Heath
Phillip Jerrod Heath (n. 18 decembrie 1979, Seattle, Washington, SUA) este un culturist profesionist american IFBB. Acesta a câștigat titlul Mr. Olympia de șapte ori în perioada 2011-2017.

## Biografie
Phillip Jerrod Heath s-a născut în Seattle, Washington la 18 decembrie 1979. A studiat la Liceul Rainier Beach⁠(d) din Seattle, fiind căpitanul echipei de baschet a universității. A obținut o bursă de studiu în cadrul Universității din Denver⁠(d) și a studiat administrarea afacerilor.
Heath a început să practice culturismul în 2002. În 2005, a câștigat NPC Championships (Național Physique Committee⁠(d)) din Statele Unite și a obținut dreptul de a concura ca profesionist IFBB. În anul următor, a câștigat două competiții profesioniste ale Federației Internaționale a Culturiștilor: Colorado Pro Championships și New York Pro Championship. În 2007, Heath s-a clasat pe locul V la Arnold Classic⁠(d).
Heath a câștigat concursul Iron Man din 2008 și s-a clasat pe locul al doilea după Dexter Jackson la Arnold Classic din 2008. A participat la primul concurs Mr. Olympia în 2008, devenind primul începător care ajunge pe podium (locul 3) după Flex Wheeler în 1993. În 2009, a coborât pe poziția 5 la Mr. Olympia, însă în 2010 a revenit pe podium (locul 2). A obținut primul titlu în 2011 și a continuat să câștige următoarele șase ediții. În 2018, a pierdut titlul în fața lui Shawn Rhoden.
În cadrul spectacolului de wrestling Bound for Glory⁠(d) al companiei TNA din 20 octombrie 2013, Heath i-a însoțit pe BroMans⁠(d) (Jessie Godderz⁠(d) și Robert Stone⁠(d)) până lângă ring. Mai târziu în acea noapte, a fost din nou alături de ei pe parcursul meciului împotriva Gunner⁠(d) și James Storm⁠(d).

## Premii
- 2003 Northern Colorado State, Novice, Light-Heavyweight Locul 1
- 2003 NPC Colorado State, Light-Heavyweight, Locul 1
- 2004 NPC Colorado State, Heavyweight, Locul 1
- 2005 NPC Junior Nationals, HeavyWeight, Locul 1
- 2005 NPC USA Championships, HeavyWeight, Locul 1
- 2006 Colorado Pro Championships, Locul 1
- 2006 New York Pro Championship, Locul 1
- 2007 Arnold Classic, Locul 5
- 2008 IFBB Iron Man, Locul 1
- 2008 Arnold Classic, Locul 2
- 2008 Mr. Olympia, Locul 3
- 2009 Mr. Olympia, Locul 5
- 2010 Arnold Classic, Locul 2
- 2010 Mr. Olympia, Locul 2
- 2011 Mr. Olympia, Locul 1
- 2011 Sheru Classic, Locul 1
- 2012 Mr. Olympia, Locul 1
- 2012 Sheru Classic, Locul 1
- 2013 Mr. Olympia, Locul 1
- 2013 Arnold Classic Europe, Locul 1
- 2014 Mr. Olympia, Locul 1
- 2015 Mr. Olympia, Locul 1
- 2016 Mr. Olympia, Locul 1
- 2017 Mr. Olympia, Locul 1
- 2018 Mr. Olympia, Locul 2
- 2020 Mr. Olympia, Locul 3